# シャーリー・ホームズの冒険
シャーリー・ホームズの冒険（シャーリー・ホームズのぼうけん、The Adventures of Shirley Holmes）は、カナダのミステリー・テレビドラマ。カナダでは1997年5月7日から2000年5月7日までYTVで放送された。日本ではニコロデオン_(TVチャンネル)で2004年9月5日から放送された。撮影場所は、マニトバ州のウィニペグにて行われた。本作では、名探偵シャーリーが相棒のボーと一緒に街の不可解な謎を解き明かすというものだが、場合によっては宿敵のモリー・ハーディと対決することもある。

## 登場人物
シャーリー・ホームズ
演 - メレディス・ヘンダーソン、相田さやか（日本語吹き替え版）
名探偵シャーロック・ホームズの姪で、ジョアンナ・ホームズ博士の娘。
フランシス・ボリス・ソーチュク
演 - ジョン・ホワイト、浅野まゆみ（日本語吹き替え版）
シャーリーの相棒。通称 - ボー。
モリー・ハーディ
演 - サラ・エザー、児玉孝子（日本語吹き替え版）
アリシア・ジャネリ
演 - アニック・オボンサウィン、不明（日本語吹き替え版）
スターリング・パターソン
演 - ブレンダン・フレッチャー、不明（日本語吹き替え版）
ロバート・ホームズ
演 - クリス・ハンフリーズ、石井隆夫（日本語吹き替え版）
シャーロック・ホームズの甥、シャーリーのパパ。
アーサー・ハウィー
演 - コリン・フォックス、不明（日本語吹き替え版）
シャーリーの歴史担当の教師。
ジョアンナ・ホームズ
演 - マギー・フクラク、不明（日本語吹き替え版）
シャーリーの母。
- その他 - 木藤聡子[3]（バード）、北島智恵子[4]、大山昇（バジル、ディレクター）、梅田貴公美[5]（アリシア）